# فرانسیسکو لاچوسکی
فرانسیسکو لاچوسکی (انگلیسی: Francisco Lachowski؛ زادهٔ ۱۳ مهٔ ۱۹۹۱) مدل اهل برزیل است.